# Свидина
Свидина́ (Swida Opiz, syn. Thelycrania (Dumort.) Fourr.) — таксон дерев або кущів спірного рангу з родини деренових. Таксон Swida синонімічно віднесений до роду дерен (Cornus).

## Загальна біоморфологічна характеристика

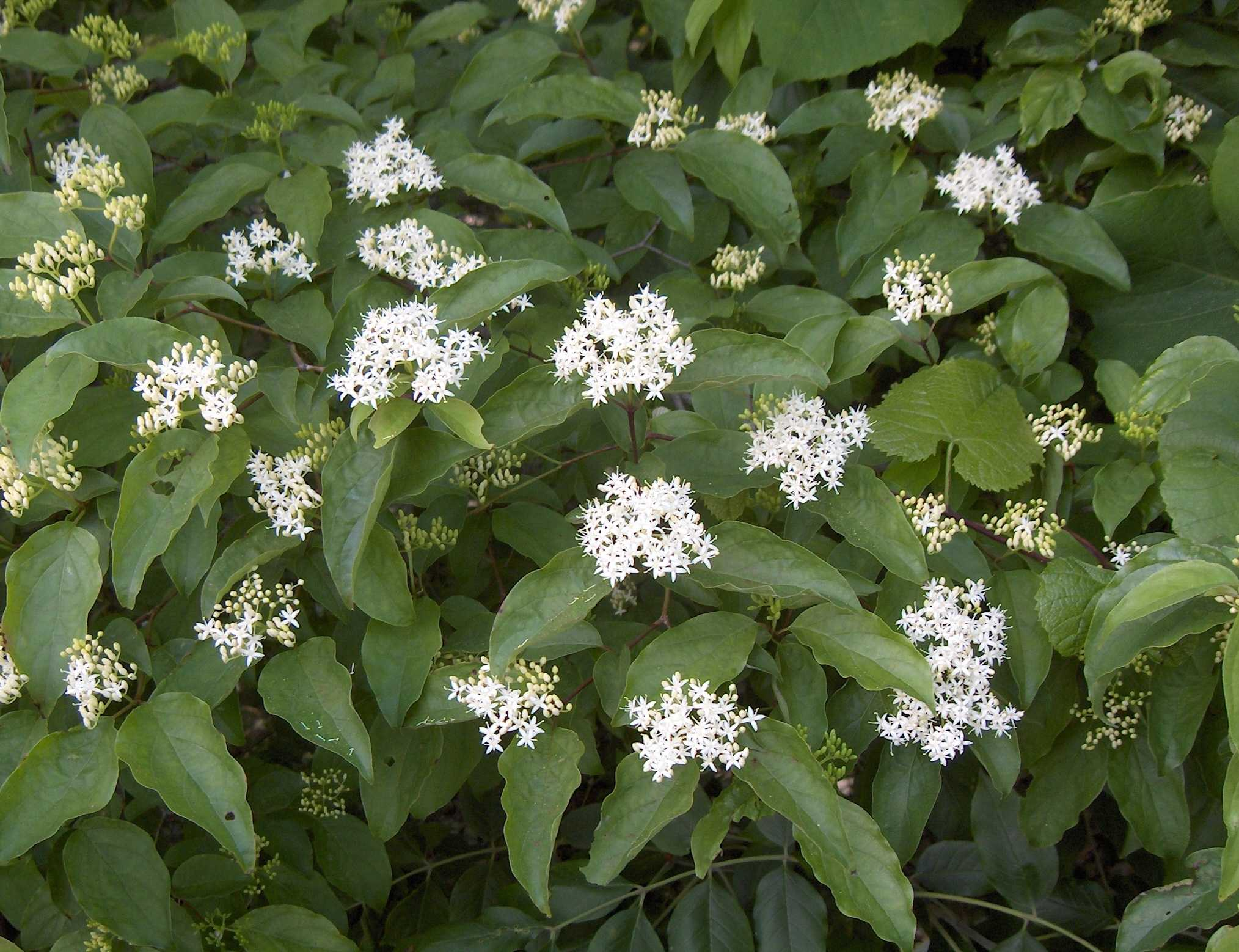
Цвіте Swida drummondii

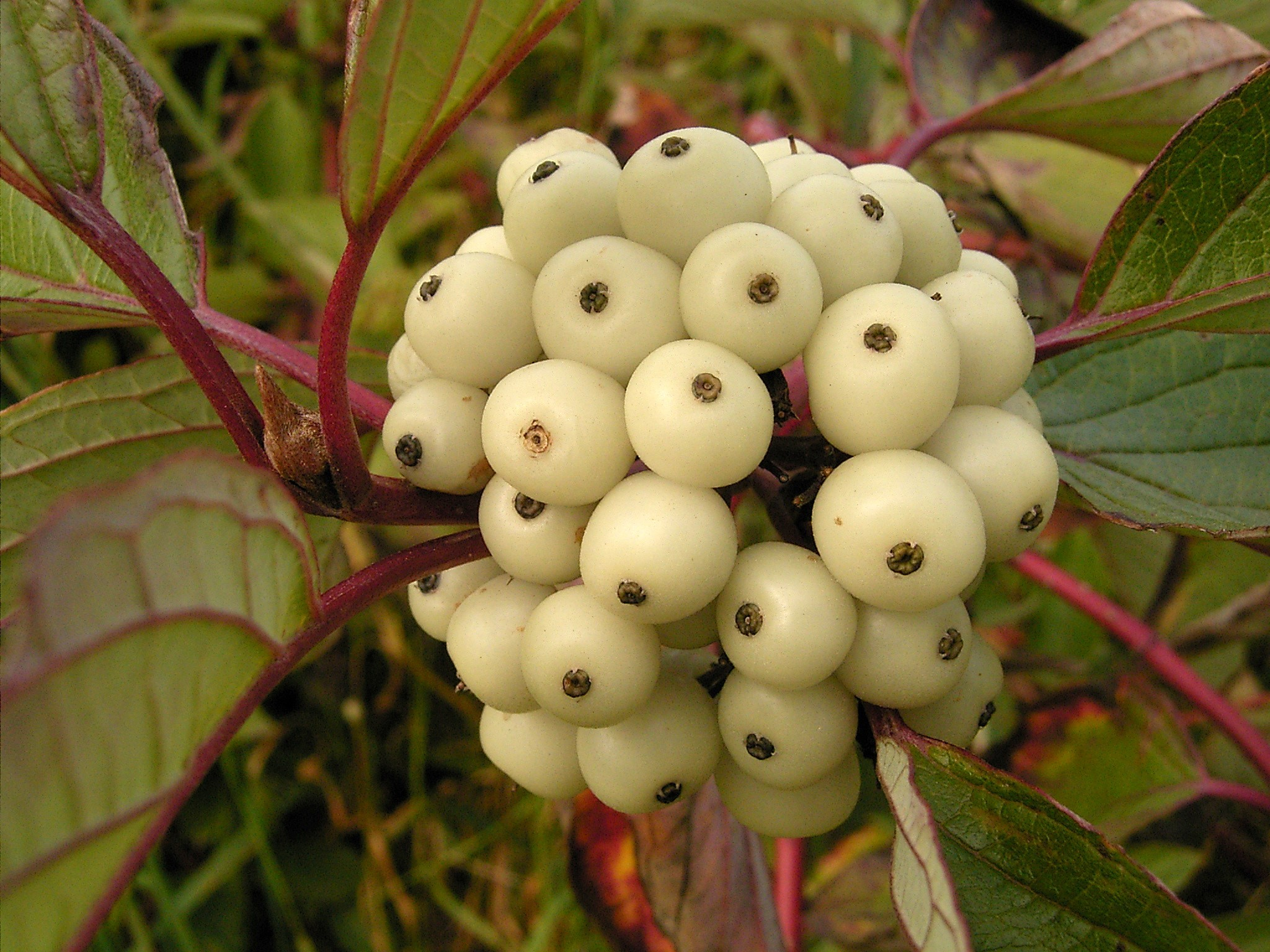
Плоди свидини білої (Swida alba)

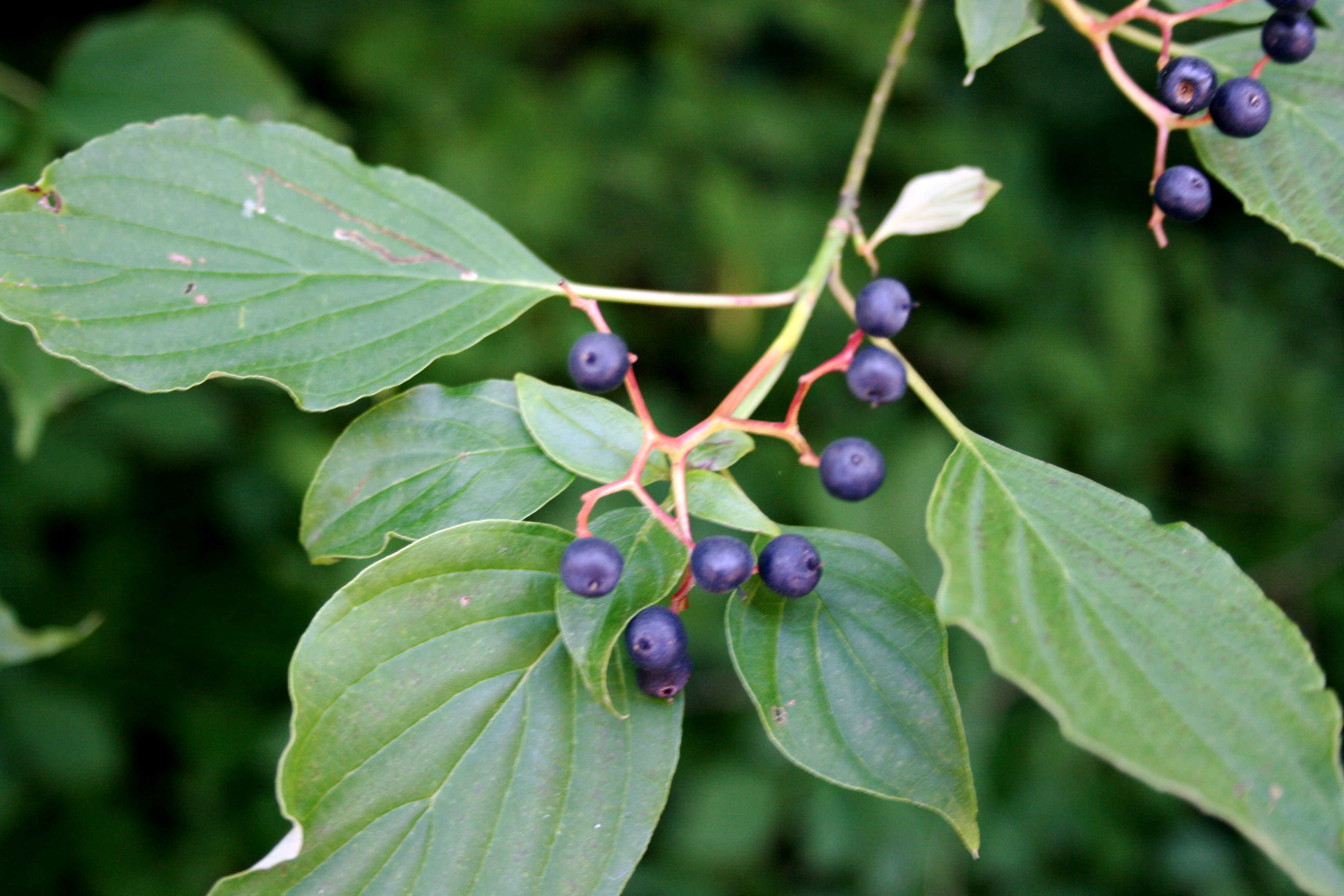
Плоди Swida alternifolia

Листки супротивні, прості, цілокраї. Квітки білі, правильні, дрібні, зібрані в зонтикоподібні суцвіття на кінцях пагонів. Плоди — соковиті округлі кістянки, чорні, блакитні або білі.

## Систематика
Різні джерела класифікують свидину, у ранзі різних таксономічних одиниць. Українська радянська енциклопедія описувала її як рід, до якого належить близько 40 видів, поширених у Північній півкулі (переважно в південно-східній частині Азії та Північній Америці). Кустовська А. В. у своїй кандидатській дисертації на основі аналізу літературних даних з морфологічних, анатомічних, каріологічних, хемотаксономічних та палеоботанічних досліджень видів Cornaceae вважає обґрунтованим виділення Swida в окремий рід, що містить 28 видів.
Радянський «Биологический энциклопедический словарь» (головний редактор М. С. Гиляров) теж описував її як рід із застереженням, щой іноді його включають в рід кизил. Те саме робить і «Большой энциклопедический словарь» Свидина // Большой Энциклопедический словарь. 2000.(рос.) [Архівовано 19 червня 2016 у Wayback Machine.].
Деякі джерела розглядають Swida як підрід роду Cornus.
Деякі джерела об'єднують дерен, кизил і свидину в один рід дерен (Cornus). На сайті спільного проекту Королівських ботанічних садів у К'ю і Міссурійського ботанічного саду «The Plant List» майже всі види Swida, крім одного (Swida mombeigii (Hemsl.) Soják) розглядаються як синоніми видів роду Cornus.

## Свидина у флорі України
В Україні росте 2 види:
- Свидина кривавочервона, або кров'яна (Swida sanguinea (L.) Fourr. = Cornus sanguinea L.), має плоди синьочорні, росте в лісах і чагарниках, у більшій частині України, крім Криму. В її плодах міститься до 45 % олії, яку вживають для миловарення; декоративний кущ використовують для живоплоту, деревину на токарні й столярні вироби;
- Свидина південна (Swida australis (C.A.Mey.) Pojark. ex Grossh. = Cornus sanguinea subsp. australis (C.A.Mey.) Jáv.), дико росте у Кримських горах, її вирощують для полезахисних насаджень у степовій зоні України.

Крім того, в Україні вирощуються як декоративні:
- Свидина біла (Swida alba (L.) Pojark = Cornus alba L. p. p. = Cornus sibirica Lodd.);
- Свидина паросткова (Swida stolonifera (Michx.) Pojark = Cornus stolonifera Michx.].